# 普林玛纳·苏望南侬
普林玛纳·苏望南侬（英語：Premanat Suwannannon，1984年11月27日—），昵称Peck或Pek（风格化为PEK），出生于泰国的泰国男演员、模特、歌手兼DJ，毕业于诗纳卡宁威洛大学的美術與應用藝術學院。前为GMM Grammy（2007年-2016年）、泰国第3电视台（2016年-2018年）旗下男艺人，现为自由艺人。

## 影视作品

### 电影
- 《Club 5 Gangster》

### 电视剧
- 《明天我依然爱你》，饰演 Nuthi
- 《撒旦保镖》 饰演 Saengchai Na Chiangthawai
- 《美妙情园》
- 《玛丽欢舞》 饰演 Athi
- 《纯洁的心》 饰演 Senee
- 《换错身爱对人》 饰演 Richard Adisorn
- 《道德的火焰2017》 饰演 Prem
- 《炽爱游戏》 饰演 Wutta
- 《一年365天：我的房子你的家》 饰演 婚礼上的年轻人
- 《需要浪漫》 饰演 Kan
- 《你是我的化妆师》 饰演 Kan